# Szkarłupnie

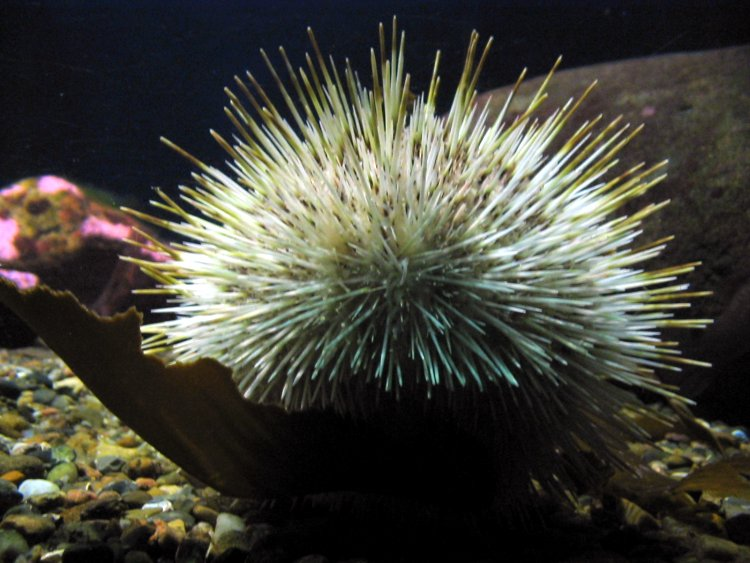
Jeżowiec

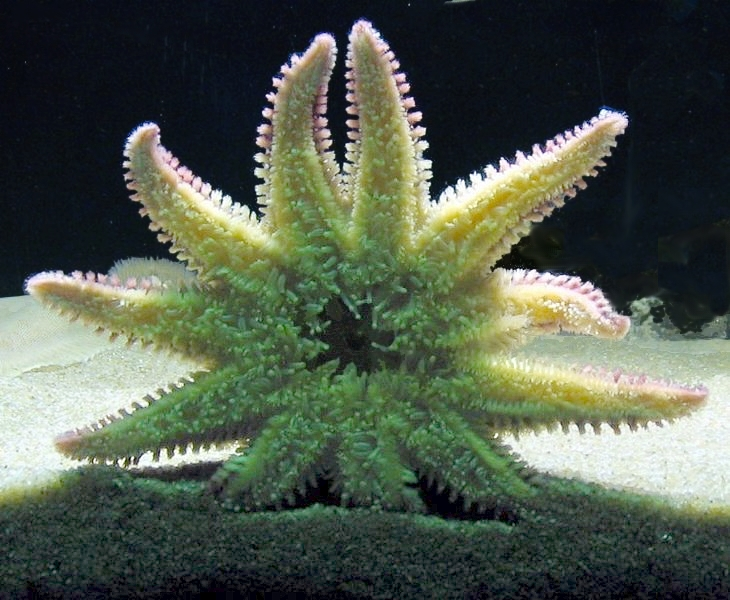
Rozgwiazda

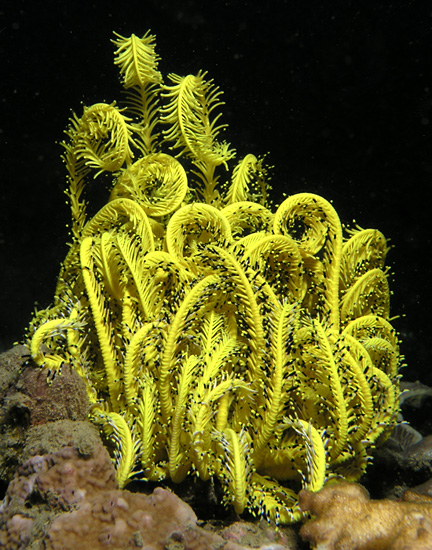
Liliowiec

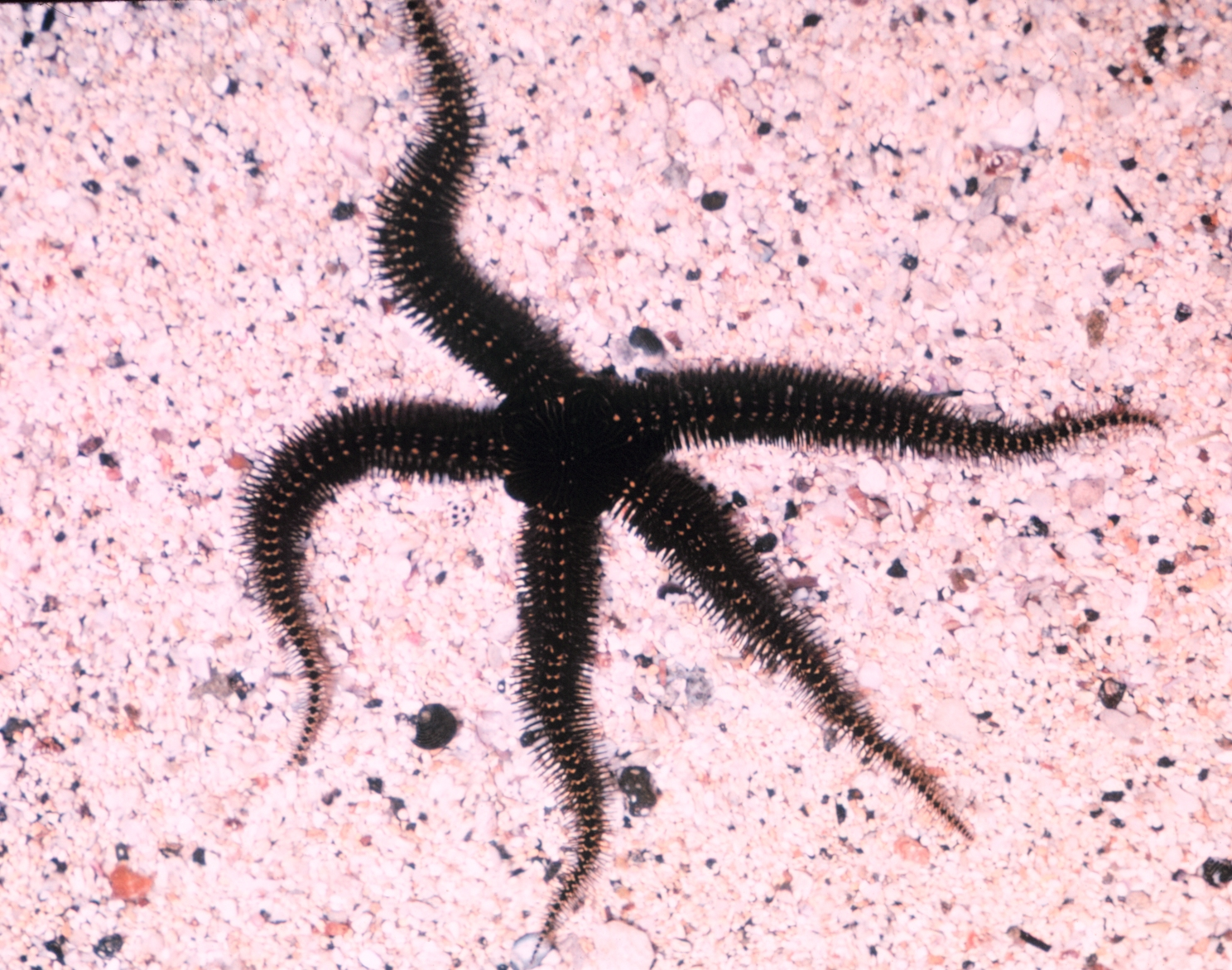
Wężowidło

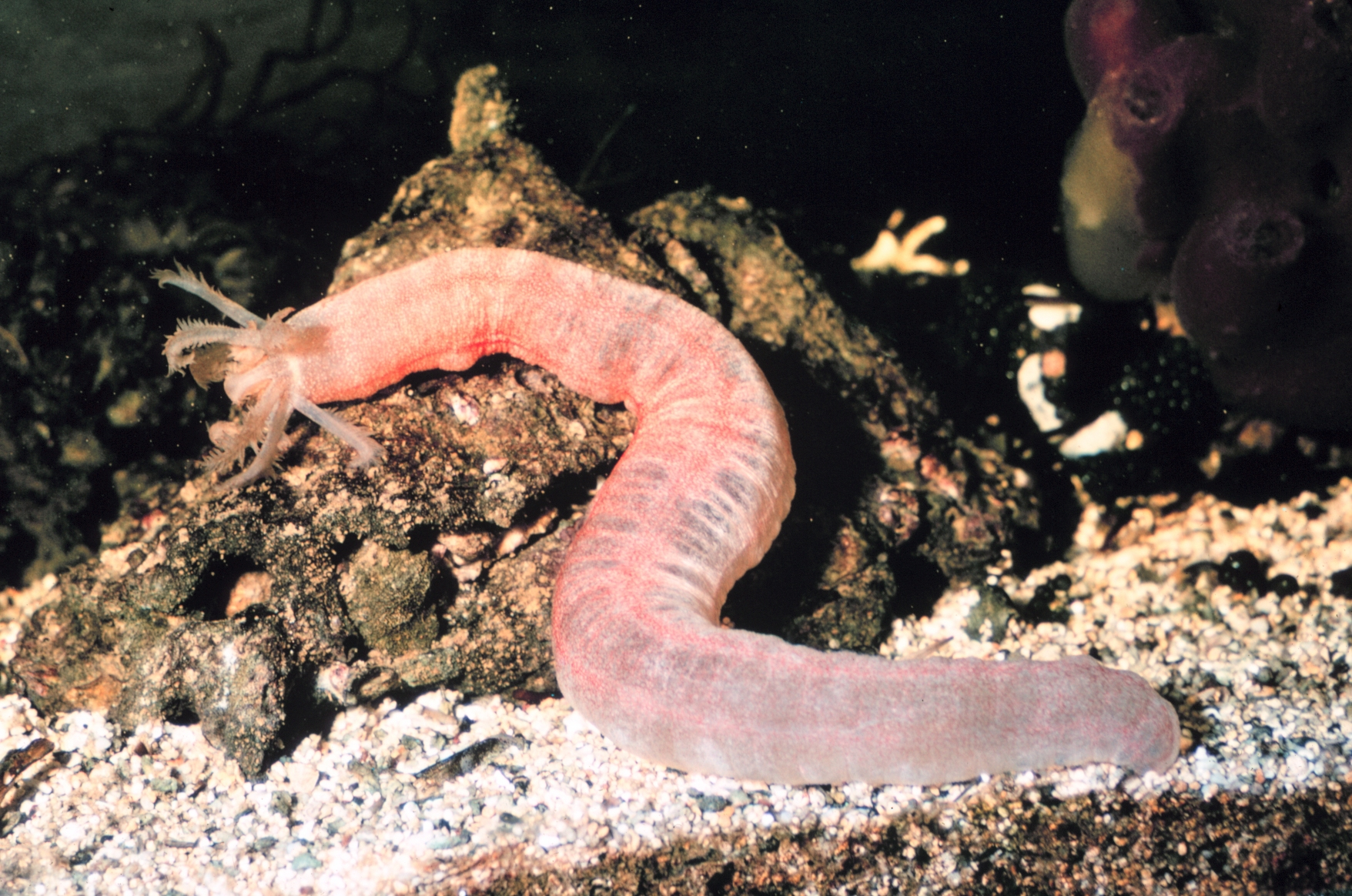
Strzykwa

Szkarłupnie (Echinodermata, z gr. echinos – ‘jeż’ + derma – ‘skóra’) – typ halobiontycznych, bezkręgowych zwierząt wtóroustych (Deuterostomia) o wtórnej symetrii promienistej. Charakteryzują się wapiennym szkieletem wewnętrznym oraz obecnością unikatowego układu ambulakralnego, pełniącego funkcje; lokomocyjną, dotykową, a częściowo wydalniczą i oddechową. Najstarsze skamieniałości szkarłupni znane są z osadów dolnego kambru. Większość prowadzi osiadły tryb życia, choć niektóre są biernie przenoszone przez wodę. Nie występują wśród nich formy pasożytnicze.

## Występowanie
Z reguły ciepłe wody morskie o pełnym zasoleniu, głównie strefa denna. Tylko nieliczne wężowidła i niektóre strzykwy przystosowały się do życia w wysłodzonych wodach morskich oraz w wodach słonawych. W zachodniej części Bałtyku sporadycznie spotykane są rozgwiazda czerwona i wężowidło białawe. Szkarłupnie zasiedlają strefy przybrzeżne oraz wody głębokie do 7000 m .

## Pochodzenie i ewolucja
- najstarsze szczątki datowane są na dolny kambr;
- przodkowie byli prawdopodobnie robakokształtni, mający wtórną jamę ciała (celomę) podzieloną na segmenty;
- po przejściu do osiadłego trybu życia utraciły symetrię dwuboczną;
- większość szkarłupni wymarła pod koniec paleozoiku;
- najstarszą gromadą, która przetrwała z tamtego okresu, są liliowce.

## Cechy charakterystyczne
- wtórna pięciopromienna symetria (ewolucja regresywna);
- brak głowy u osobników dorosłych;
- larwy typu dipleuruli (zmodyfikowana trochofora), mają różny wygląd i nazwy, np. u rozgwiazd – bipinaria(inne języki), u strzykw – auricularia, u jeżowców – pluteus (zawsze symetria dwuboczna);
- wewnętrzny szkielet wapienny pochodzenia mezodermalnego, tworzący na powierzchni ciała kolce i igły;
- układ wodny (ambulakralny), szkielet hydrostatyczny; mają nóżki ambulakralne;
- układ krwionośny otwarty (zwany hemalnym), brak serca;
- prymitywny układ nerwowy;
- rozdzielnopłciowość;
- brak układu wydalniczego;
- duża zdolność regeneracji.

### Pokrycie ciała
Ciało szkarłupni od zewnątrz pokrywa orzęsiony nabłonek komórkowy (syncytialny). Pod nim znajduje się tkanka łączna (dermis). Pod nią często jest warstwa mięśni. Od wewnątrz ścianę ciała wyściela orzęsiony nabłonek perytonealny.

### Układ nerwowy i narządy zmysłów
W układzie nerwowym szkarłupni nie występują ośrodki nadrzędne – zwoje. Układ ten składa się z trzech części, połączonych siecią komórek:
- ektoneuralnej – na stronie oralnej (gębowej), ma znaczenie czuciowe;
- hiponeuralnej – na stronie oralnej pod tkanką łączną, unerwia ścianę ciała, nóżki ambulakralne i układ krwionośny; nie występuje u strzykw;
- endoneuralnej – na stronie aboralnej w nabłonku perytonealnym, unerwia mięśnie, łączące elementy szkieletowe w promieniach ambulakralnych.

Narządy zmysłów szkarłupni są słabo wykształcone. Jeżowce posiadają prymitywne oczka i statocysty; rozgwiazdy – tylko oczka; strzykwy – tylko statocysty.

### Jama ciała
Jama ciała szkarłupni składa się z trzech woreczków celomatycznych:
- procelu (aksocelu);
- mezocelu (hydrocelu);
- metacelu (somatocelu).

### Rozmnażanie
Rozgwiazdy i wężowidła rozmnażają się wegetatywnie lub płciowo. U liliowców, jeżowców, kołonic i strzykw występuje tylko rozmnażanie płciowe. Niektóre strzykwy i kołonice są żyworodne, reszta jest jajorodna.
Są zwierzętami rozdzielnopłciowymi, bez zaznaczonego dymorfizmu płciowego. Zapłodnienie jest zawsze zewnętrzne, a rozwój złożony. Mają planktoniczną larwę o dwubocznej symetrii ciała.

## Systematyka
Klasyfikacja szkarłupni ma długą historię. Karol Linneusz zaliczał je do mięczaków, które z kolei sklasyfikował jako poddział robaków (Vermes). W 1734 Jakob Theodor Klein wyłonił je jako odrębną grupę (takson), którą nazwał Echinodermata. Jean-Baptiste de Lamarck włączył Echinodermata do zwierząt o budowie promienistej (Radiata), gdzie pozostały do 1854 roku, kiedy Rudolph Leuckart podniósł je do rangi typu (phylum).
Do szkarłupni zaliczono około 7000 gatunków żyjących współcześnie oraz 13 000 wymarłych. Na podstawie morfologii zewnętrznej i wykształcenia układu ambulakralnego  gatunki żyjące współcześnie grupowane są w 5 gromadach, czasami grupowanych w 2 podtypach:
- Pelmatozoa – nóżkowce:
  - Crinoidea – liliowce
  - †Blastoidea – pączkowce
  - †Cystoidea – pęcherzowce
  - †Edrioasteroidea
- Eleutherozoa – beznóżkowce:
  - Echinoidea – jeżowce
  - Ophiuroidea – wężowidła
  - Holothuroidea – strzykwy
  - Asteroidea – rozgwiazdy
  - †Somasteroidea

Przy uwzględnieniu taksonów wymarłych wyróżniany jest jeszcze podtyp:
- †Homalozoa – gładce

obejmujący wymarłe gatunki asymetryczne, bez śladów symetrii promienistej .
Odkryte w 1986 kołonice (Peripoda) były początkowo wyróżniane pod nazwą Concentricycloidea jako kolejna gromada szkarłupni. W 2006 Christopher Mah zaliczył je do rozgwiazd na podstawie szczegółowych badań morfologicznych, kladystycznych i molekularnych.

## Znaczenie
- jako bioindykatory – ich obecność wskazuje czyste wody;
- mogą niszczyć rafy koralowe – korona cierniowa (Acanthaster plancki) zagraża Wielkiej Rafie Barierowej;
- w gospodarce człowieka – poławiane w celach kulinarnych (trepang), stosowane w medycynie chińskiej jako afrodyzjaki, suplementy żywnościowe; w przemyśle farmaceutycznym stanowią źródło substancji bioaktywnych.